# Орел австралійський
Орел австралійський (Aquila audax) — хижий птах родини яструбових.

## Морфологічні особливості

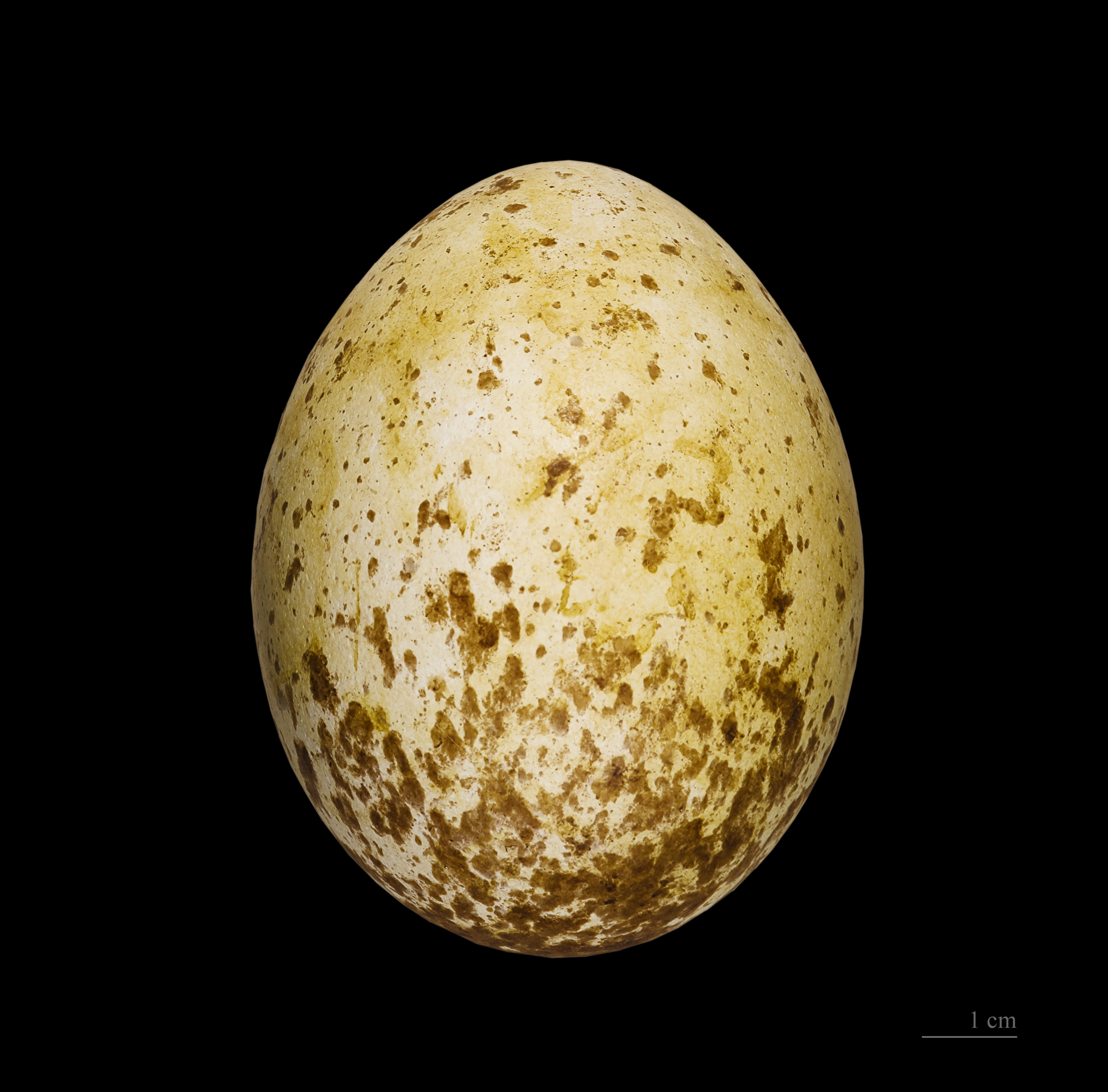
Яйце

Довжина 85—104 см (хвіст майже половина), розмах крил 186—227 см, самиці вагою 3963 гр., самці вагою 2953 гр.

## Поширення
Країни проживання: Австралія, Індонезія, Папуа Нова Гвінея. Мешкає майже у всіх місцях проживання, хоча, як правило, більш поширений у злегка лісистій, відкритої місцевості.
Є орнітологічною емблемою Північної території Австралії.

## Чисельність
Чисельність, схоже, збільшується, дуже велика.

## Спосіб життя
Солітарний або зграйовий. Найчастіше полює здобич, схоплюючи на землі або рідше в повітрі. Вибір здобичі є питанням зручності і можливості: з приходом європейців кролик і заєць-русак стали основними об'єктами полювання орла в багатьох областях.